# USS Flasher (SS-249)
USS Flasher (SS-249) – amerykański okręt podwodny typu Gato, pierwszego masowo produkowanego wojennego typu amerykańskich okrętów podwodnych. Jeden z najskuteczniejszych amerykańskich okrętów podwodnych wojny na Pacyfiku, który według oficjalnych danych zatopił 21 jednostek przeciwnika o łącznej pojemności 100 231 ton.